# 尼魯佛·迪米爾
尼魯佛·迪米爾（土耳其語：Nilüfer Demir, 1986年—）是土耳其博德鲁姆的一名攝影記者和攝影師。

## 生平
她十几岁起就开始在多安通讯社工作。她在2015年夏天报道了欧洲移民危机，她于2015年9月2日在博德鲁姆海滩上遇到了艾兰·库尔迪的尸体，拍摄了几张照片,之后这几张照片成为世界各国媒体的头条新闻。她说，看到蹒跚学步孩子的尸体，她感到“惊呆了”。 然后她拍了照片分享她的感受。

尼魯佛·迪米爾拍摄的艾兰·库尔迪的照片被《时代杂志》选为“2015年百大照片”。晋级2016年普利策摄影奖决赛，但未获奖。获得2016年土耳其摄影记者协会年度照片大赛的“年度新闻照片奖”。获得授予书面媒体（包括在线媒体），由联合国记者协会颁发的2016年伊丽莎白·奈费尔纪念奖金奖，该奖由亚历山大·博迪尼基金会赞助。